# Torre Lapillo
Torre Lapillo is een plaats (frazione) in de Italiaanse gemeente Porto Cesareo.